# Chetogena haywardi
Chetogena haywardi är en tvåvingeart som först beskrevs av Blanchard 1947.  Chetogena haywardi ingår i släktet Chetogena och familjen parasitflugor. Inga underarter finns listade i Catalogue of Life.